# Államok vezetőinek listája 1920-ban
Ezen az oldalon az 1920-ban fennálló államok vezetőinek névsora olvasható földrészek, majd országok szerinti bontásban.

## Európa
- Albánia (köztársaság)
- Albán Fejedelemség, amelynek az 1920. augusztus 2-án megszűnt Albánia Olasz Protektorátusis része lett.
  - Államfő –
    1. Turhan Përmeti (1918–1920)
    2. Sylejman Delvina (1920)
    3. Legfelsőbb Tanács (1920–1925), lista

  - Kormányfő – Iliaz Vrioni (1920–1921), lista
- Andorra (parlamentáris társhercegség)
  - Társhercegek
    - Francia társherceg –
      1. Raymond Poincaré (1913–1920)
      2. Paul Deschanel (1920)
      3. Alexandre Millerand (1920–1924), lista

    - Episzkopális társherceg –
      1. Jaume Viladrich i Gaspa (1919–1920), ügyvivő
      2. Justí Guitart i Vilardebó (1920–1940), lista
- Ausztria (köztársaság)
  - Államfő –
    1. Karl Seitz (1919–1920)
    2. Michael Hainisch (1920–1928), lista

  - Kormányfő –
    1. Karl Renner (1918–1920)
    2. Michael Mayr (1920–1921), lista
- Azerbajdzsán
- Az Azerbajdzsáni Demokratikus Köztársaságot 1920. április 28-án követte az Azerbajdzsáni Szovjet Szocialista Köztársaság.
  - A kommunista párt vezetője –
    1. Mirza Davud Huseynov (1920)
    2. Grigorij Kaminszkij (1920–1921), a párt első titkára

  - Államfő –
    1. Alimardan Topcsubasov (1918–1920)
    2. Nariman Narimanov (1920–1921), a Központi Végrehajtó Bizottság elnöke

  - Kormányfő – Naszib Juszifbejli (1919–1920), a Népi Komisszárok Tanácsa elnöke
- Belgium (monarchia)
  - Uralkodó – I. Albert király (1909–1934)
  - Kormányfő –
    1. Léon Delacroix (1918–1920)
    2. Henri Carton de Wiart (1920–1921), lista
- Belorusszia (népköztársaság)
- A Belorusz Szovjet Szocialista Köztársaságot 1920. augusztus 1-jén kiáltották ki.
  - A kommunista párt vezetője – Vilhelm Knorin (1920–1923), első titkár
  - Államfő –
    1. Pjotra Krecseuszki (1919–1920), ellenkormány elnöke
    2. Jan Szierada (1919–1920), ellenkormány elnöke
    3. Aljakszand Csarvjakou (1920–1937), a Központi Végrehajtó Bizottság elnöke

  - Kormányfő –
    1. Vaclau Lasztouszki (1919–1920)
    2. Aljakszand Csarvjakou (1920–1924), a Népi Komisszárok Tanácsa elnöke
- Bolgár Cárság (monarchia)
  - Uralkodó – III. Borisz cár (1918–1943)
  - Kormányfő – Alekszandar Sztambolijszki (1919–1923), lista
- Carnarói Olasz Kormányzóság
- Lásd Fiume alatt.
- Csehszlovákia (köztársaság)
  - Államfő – Tomáš Garrigue Masaryk (1918–1935), lista
  - Kormányfő –
    1. Vlastimil Tusar (1919–1920)
    2. Jan Černý (1920–1921), lista
- Danzig Szabad Város (szabad város a Nemzetek Szövetsége protektorátusa alatt)
- 1920. november 15-én alapították meg.
  - Főbiztos – Bernardo Attolico (1920–1921), a Nemzetek Szövetsége danzigi főbiztosa
  - Államfő – Heinrich Sahm (1920–1931)
- Dánia (monarchia)
  - Uralkodó – X. Keresztély király (1912–1947)
  - Kormányfő –
    1. Carl Theodor Zahle (1913–1920)
    2. Otto Liebe (1920)
    3. Michael Pedersen Friis (1920)
    4. Niels Neergaard (1920–1924), lista
- Egyesült Királyság (parlamentáris monarchia)
  - Uralkodó – V. György Nagy-Britannia királya (1910–1936)
  - Kormányfő – David Lloyd George (1916–1922), lista
  -  Írország (el nem ismert állam)
    - Államfő – Éamon de Valera (1919–1922)[1]
- Észtország (köztársaság)
  - Államfő –
    1. Jaan Tõnisson (1919–1920)
    2. Ado Birk (1920)
    3. Jaan Tõnisson (1920)
    4. Ants Piip (1920–1921), lista
- Finnország (köztársaság)
  - Államfő – Kaarlo Juho Ståhlberg (1919–1925), lista
  - Kormányfő –
    1. Juho Vennola (1919–1920)
    2. Rafael Erich (1920–1921), lista
- Fiumei Szabadállam (köztársaság)
- Az el nem ismert Carnarói Olasz Kormányzóságot 1920. szeptember 8-án kiáltották ki, de beolvadt az 1920. december 31-én létrejött Fiumei Szabadállamba.
  - Államfő –
    1. Gabriele D’Annunzio (1920)
    2. Riccardo Gigante (1920)
    3. Antonio Grossich (1920–1921), az Ideiglenes Kormány elnöke
- Franciaország (köztársaság)
  - Államfő –
    1. Raymond Poincaré (1913–1920)
    2. Paul Deschanel (1920)
    3. Alexandre Millerand (1920–1924), lista

  - Kormányfő –
    1. Georges Clemenceau (1917–1920)
    2. Alexandre Millerand (1920)
    3. Georges Leygues (1920–1921), lista
- Georgia (köztársaság)
  - Államfő – Nyikolaj Csheidze (1919–1921), a grúz Országgyűlés elnöke, a Központi Végrehajtó Bizottság elnöke
  - Kormányfő – Noe Zsordania (1918–1921), a Népi Komisszárok Tanácsa elnöke
- Görögország (monarchia)
  - Uralkodó –
    1. Sándor király (1917–1920)
    2. Pavlosz Kunturiotisz (1920), régens
    3. Olga királyné (1920), régens
    4. I. Konstantin király (1920–1922)

  - Kormányfő –
    1. Elefthériosz Venizélosz (1917–1920)
    2. Dimitriosz Rallisz (1920–1921)
    3. Nikolaosz Kalogeropulosz (1921)
    4. Dimitriosz Gunarisz (1921–1922), lista
- Hollandia (monarchia)
  - Uralkodó – Vilma királynő (1890–1948)
  - Miniszterelnök – Charles Ruijs de Beerenbrouck (1918–1925), lista
- Izland (parlamentáris monarchia)
  - Uralkodó – X. Keresztély (1918–1944)
  - Kormányfő – Jón Magnússon (1917–1922),[2] lista
- Lengyelország (köztársaság)
  - Államfő – Józef Piłsudski (1918–1922), lista
  - Kormányfő –
    1. Leopold Skulski (1919–1920)
    2. Władysław Grabski (1920)
    3. Wincenty Witos (1920–1921), lista

  -  Galíciai Szovjet Szocialista Köztársaság (szervezetlen állam)
  - 1920. július 8. és szeptember 21. között függetlennek nyilvánította magát.
  - A kommunista párt vezetője – Karl Szavrics (1920)
  - Államfő – Volodimir Zatonszkij (1920)
  -  Lemkó Köztársaság (el nem ismert állam)
  - 1920 márciusában megszűnt.
  - Államfő – Jaroslav Kacmarcyk (1918–1920), elnök
- Lettország (köztársaság)
  - Államfő – Jānis Čakste (1918–1927), lista
  - Kormányfő – Kārlis Ulmanis (1918–1921), lista
- Liechtenstein (parlamentáris monarchia)
  - Uralkodó – II. János herceg (1859–1929)
  - Kormányfő –
    1. Karl Aloys (1918–1920)
    2. Joseph Peer (1920–1921), lista
- Litvánia (köztársaság)
  - Államfő –
    1. Antanas Smetona (1918–1920)
    2. Aleksandras Stulginskis (1920–1926), lista

  - Kormányfő –
    1. Ernestas Galvanauskas (1919–1920)
    2. Kazys Grinius (1920–1922), lista

  -  Közép-Litvánia (el nem ismert állam)
  - 1920. október 12-én kiáltották ki.
    - Államfő – Lucjan Żeligowski (1920–1922), államfő
    - Kormányfő – Witold Abramowicz (1920–1921)
- Luxemburg (monarchia)
  - Uralkodó – Sarolta nagyhercegnő (1919–1964)
  - Kormányfő – Émile Reuter (1918–1925), lista
- Magyar Népköztársaság  Magyar Királyság (monarchia)
- Az ország államformája 1920. március 1-jén, Horthy Miklós hatalomra kerülésével változott Magyar Királyságra.
  - Államfő –
    1. Huszár Károly (1919–1920)
    2. Horthy Miklós (1920–1944), lista

  - Kormányfő –
    1. Huszár Károly (1919–1920)
    2. Simonyi-Semadam Sándor (1920)
    3. Teleki Pál gróf (1920–1921), lista
- Monaco (monarchia)
  - Uralkodó – I. Albert herceg (1889–1922)
  - Államminiszter – Raymond Le Bourdon (1919–1923), lista
- Németország
  - Államfő – Friedrich Ebert (1919–1925), lista
  - Kancellár –
    1. Gustav Bauer (1919–1920)
    2. Hermann Müller (1920)
    3. Konstantin Fehrenbach (1920–1921), lista
- Norvégia (monarchia)
  - Uralkodó – VII. Haakon király (1905–1957)
  - Kormányfő –
    1. Gunnar Knudsen (1913–1920)
    2. Otto Bahr Halvorsen (1920–1921), lista
- Olasz Királyság (monarchia)
  - Uralkodó – III. Viktor Emánuel király (1900–1946)
  - Kormányfő –
    1. Francesco Saverio Nitti (1919–1920)
    2. Giovanni Giolitti (1920–1921), lista
- Oroszország (népköztársaság)
  - Államfő – Mihail Kalinyin (1919–1938), a Tanácsok Összoroszországi Kongresszusa Központi Végrehajtó Bizottsága elnöke
  - Kormányfő – Vlagyimir Iljics Lenin (1917–1924), a Népi Komisszárok Tanácsának elnöke
  -  Összoroszországi Ideiglenes Kormány
  - 1920. január 14-én felbomlott.
    - Államfő – Alekszandr Kolcsak (1918–1920)
    - Kormányfő – Viktor Pepljájev (1919–1920)
    -  Alas (el nem ismert állam)
      - 1920. augusztus 26-án visszaintegrálódott Oroszországba.
      - Államfő – Alikhán Bokejhánov (1917–1920)

    -  Don (el nem ismert állam)
      - 1920. január 8-án visszaintegrálódott Oroszországba.
      - Államfő – Afrikan Bogajevszkij (1919–1920)

    -  Kubán (részben elismert állam)
      - 1920. március 17-én visszaintegrálódott Oroszországba.
      - Államfő – Fjodor Szuskov (1919–1920)

    -  Észak-kaukázusi Köztársaság (részben elismert állam)
      - 1920. júniusában Oroszország megszállta.
      - Államfő – Tapa Csermojev (1918–1921), Prime Minister of the Mountainous Republic of the Northern Caucasus

    -  Észak-kaukázusi Emírség (el nem ismert állam)
      - 1920. március 7-én visszaintegrálódott Oroszországba.
      - Uralkodó – Uzun Hadzsi (1919–1920), emír

    -  Észak-Ingria (el nem ismert állam)
      - 1920. december 5-én visszaintegrálódott Oroszországba.
      - Államfő –
        1. Georg Elfvengren (1919–1920)
        2. Jukka Tirranen (1920)
- Örményország (köztársaság)
- Az Első Örmény Köztársaságot 1920. december 2-án követte az Örmény Szovjet Szocialista Köztársaság.
  - A kommunista párt vezetője – Gevork Alikhanyan (1920–1921), a párt első titkára
  - Államfő –
    1. Avetisz Aharonyan (1919–1920)
    2. Szarkisz Kaszjan (1920–1921), a Népi Komisszári Tanács elnöke

  - Kormányfő –
    1. Alekszander Hatiszjan (1919–1920)
    2. Hamo Ohanjanyan (1920)
    3. Szimon Vracean (1920), lista
- Pápai állam (abszolút monarchia)
  - Uralkodó – XV. Benedek pápa (1914–1922)
- Portugália (köztársaság)
  - Államfő – António José de Almeida (1919–1923), lista
  - Kormányfő –
    1. Alfredo de Sá Cardoso (1919–1920)
    2. Francisco Fernandes Costa (1920)
    3. Alfredo de Sá Cardoso (1920)
    4. Domingos Pereira (1920)
    5. António Maria Baptista (1920)
    6. José Ramos Preto (1920)
    7. António Maria da Silva (1920)
    8. António Granjo (1920)
    9. Álvaro de Castro (1920)
    10. Liberato Pinto (1920–1921), lista
- Román Királyság (monarchia)
  - Uralkodó – I. Ferdinánd király (1914–1927)
  - Kormányfő –
    1. Alexandru Vaida-Voevod (1919–1920)
    2. Alexandru Averescu (1920–1921), lista
- San Marino (köztársaság)
  - San Marino régenskapitányai:
    1. Moro Morri és Francesco Pasquali (1919–1920)
    2. Marino Rossi és Ciro Francini (1920)
    3. Carlo Balsimelli és Simone Michelotti (1920–1921), régenskapitányok
- Spanyolország (monarchia)
  - Uralkodó – XIII. Alfonz király (1886–1931)
  - Kormányfő –
    1. Manuel Allendesalazar y Muñoz de Salazar (1919–1920)
    2. Eduardo Dato e Iradier (1920–1921), lista
- Svájc (konföderáció)
  - Szövetségi Tanács:[3]
  - Giuseppe Motta (1911–1940), elnök, Edmund Schulthess (1912–1935), Felix Calonder (1913–1920), Robert Haab (1917–1929), Ernest Chuard (1919–1928), Karl Scheurer (1919–1929), Jean-Marie Musy (1919–1934), Heinrich Häberlin (1920–1934)
- Svédország (parlamentáris monarchia)
  - Uralkodó – V. Gusztáv király (1907–1950)
  - Kormányfő –
    1. Nils Edén (1917–1920)
    2. Hjalmar Branting (1920)
    3. Gerhard Louis De Geer (1920–1921), lista
- Szerb-Horvát-Szlovén Királyság (monarchia)
  - Uralkodó – I. Péter király (1903–1921)[4]
  - Kormányfő –
    1. Ljubomir Davidović (1919–1920)
    2. Stojan Protić (1920)
    3. Milenko Radomar Vesnić (1920–1921), miniszterelnök
- Ukrajna (el nem ismert állam)
  - A kommunista párt vezetője –
    1. Rafail Farbman (1919–1920)
    2. Nyikolaj Nyikolajev (1920)
    3. Sztanyiszlav Koszior (1920)
    4. Vjacseszlav Molotov (1920–1921), első titkár

  - Államfő – Grigorij Petrovszkij (1919–1938), elnök
  - Kormányfő –
    1. Grigorij Petrovszkij (1919–1920)
    2. Krisztian Rakovszkij (1920–1923), elnök

  -  Ukrán Népköztársaság (népköztársaság)
    - Államfő – Szimon Petljura (1919–1921), a kormány elnöke
    - Kormányfő –
      1. Iszaak Mazepa (1919–1920)
      2. Vjacseszlav Prokopovics (1920), miniszterelnök

## Afrika
- Dél-afrikai Unió (monarchia)
  - Uralkodó – V. György Nagy-Britannia királya (1910–1936)
  - Főkormányzó –
    1. Sydney Buxton (1914–1920)
    2. Arthur of Connaught herceg (1920–1924), Dél-Afrika kormányát igazgató tisztviselő

  - Kormányfő – Jan Smuts (1919–1924), lista
- Dervis Állam (el nem ismert állam)
  - 1920. február 1-jén beintegrálódott Brit Szomáliföld területébe.
  - Uralkodó – Mohammed Abdullah Hassan (1896–1920)
- Etiópia (monarchia)
  - Uralkodó – Zauditu császárnő (1916–1930)
  - Régens – Rasz Tafari Makonnen (1916–1930)
  - Kormányfő – Habte Gijorgisz Dinagde (1909–1927), lista
- Libéria (köztársaság)
  - Államfő – Daniel Edward Howard (1912–1920), lista
- Tripolitánia (el nem ismert szakadár állam)
  - Államfő – Ahmad Tahír al-Murajjíd (1918–1923), Tripolitánia Központi Reformtanácsa elnöke

## Dél-Amerika
- Argentína (köztársaság)
  - Államfő – Hipólito Yrigoyen (1916–1922), lista
- Bolívia (köztársaság)
  - Államfő –
    1. José Gutiérrez (1917–1920)
    2. Kormányzó Junta (1920–1921), lista
- Brazília (köztársaság)
  - Államfő – Epitácio Pessoa (1919–1922), lista
- Chile (köztársaság)
  - Államfő –
    1. Juan Luis Sanfuentes (1915–1920)
    2. Arturo Alessandri (1920–1924), lista
- Ecuador (köztársaság)
  - Államfő –
    1. Alfredo Baquerizo (1916–1920)
    2. José Luis Tamayo (1920–1924), lista
- Kolumbia (köztársaság)
  - Államfő – Marco Fidel Suárez (1918–1922), lista
- Paraguay (köztársaság)
  - Államfő –
    1. José Pedro Montero (1919–1920), ügyvivő
    2. Manuel Gondra (1920–1921), lista
- Peru (köztársaság)
  - Államfő – Augusto B. Leguía (1919–1930), lista
  - Kormányfő – Germán Leguía y Martínez Jakeway (1919–1922), lista
- Uruguay (köztársaság)
  - Államfő – Baltasar Brum (1919–1923), lista
- Venezuela (köztársaság)
  - Államfő – Victorino Márquez Bustillos (1914–1922), ideiglenes, lista

## Észak- és Közép-Amerika
- Amerikai Egyesült Államok (köztársaság)
  - Államfő – Thomas Woodrow Wilson (1913–1921), lista
- Costa Rica (köztársaság)
  - Államfő –
    1. Francisco Aguilar Barquero (1919–1920), ideiglenes
    2. Julio Acosta García (1920–1924), lista
- Dominikai Köztársaság (USA megszállás alatt)
  - Kormányzó – Thomas Snowden (1919–1921), Santo Domingo kormányzója
- Salvador (köztársaság)
  - Államfő – Jorge Meléndez (1919–1923), lista
- Guatemala (köztársaság)
  - Államfő –
    1. Manuel Estrada Cabrera (1898–1920)
    2. Carlos Herrera (1920–1921), lista
- Haiti (USA-megszállás alatt)
  - Amerikai képviselő – John H. Russell, Jr. (1919–1930)
  - Államfő – Philippe Sudré Dartiguenave (1915–1922), lista
- Honduras (köztársaság)
  - Államfő –
    1. Francisco Bográn (1919–1920), ügyvivő
    2. Rafael López Gutiérrez (1920–1924), lista
- Kanada (parlamentáris monarchia)
  - Uralkodó – V. György király (1910–1936)
  - Főkormányzó – Victor Cavendish (1916–1921), lista
  - Kormányfő –
    1. Sir Robert Borden (1911–1920)
    2. Arthur Meighen (1920–1921), lista
- Kuba (köztársaság)
  - Államfő – Mario García Menocal (1913–1921), lista
- Mexikó (köztársaság)
  - Államfő –
    1. Venustiano Carranza (1914–1920)
    2. Adolfo de la Huerta (1920), ideiglenes
    3. Álvaro Obregón (1920–1924), lista
- Nicaragua (köztársaság)
  - Államfő – Emiliano Chamorro Vargas (1917–1921), lista
- Panama (köztársaság)
  - Államfő –
    1. Belisario Porras Barahona (1918–1920)
    2. Ernesto Tisdel Lefevre (1920), ügyvivő
    3. Belisario Porras Barahona (1920–1924), lista
- Új-Fundland (monarchia)
  - Uralkodó – V. György király (1910–1936)
  - Kormányzó – Sir Charles Alexander Harris (1917–1922)
  - Kormányfő – Sir Richard Squires (1919–1923), lista

## Ázsia
- Afganisztán (monarchia)
  - Uralkodó – Amanullah Kán király (1919–1929)
- Aszír (idríszida emírség)
  - Uralkodó – Muhammad ibn Ali al-Idríszi (1909–1923), emír
- Buhara
- A Buharai Emírséget 1920. október 8-án váltotta fel a Buharai Népi Szovjetköztársaság.
  - Uralkodó – Mohammed Alim kán (1911–1920)
  - A kommunista párt vezetője – Aszlamhodzsa Umarhodzsajev (1920–1921), Buhara Kommunista Pártja első titkára
  - Államfő – Mirza Abdulkodir Manszurovics Muhitdinov (1920–1921), Buhara Központi Végrehajtó Bizottsága Elnökségének elnöke
  - Kormányfő – Polat Hodzsajev (1920–1921), lista
- Dzsebel Sammar (monarchia)
  - Uralkodó –
    1. Szaúd bin Abdulazíz (1910–1920)
    2. Abdullah ibn Mutʿib (1920–1921) Dzsebel Sammar emírje
- Hidzsáz
  - Uralkodó – Huszejn ibn Ali király (1908–1924)[5]
- Horezm
- A Hivai Kánságot 1920. október 8-án váltotta fel a Hivai Népi Szovjetköztársaság.
  - Uralkodó – Szajid Abdullah kán (1918–1920)
  - A kommunista párt vezetője –
    1. Alimdzsan Akcsurin (1920)
    2. Mulla Szultanmuradov (1920–1921), a Horezmi Kommunista Párt első titkára

  - Államfő –
    1. Hodzsi Pahlavon Nijoz Juszuf (1920)
    2. Dzsumanijoz Szulton Muradogli (1920)
    3. Hodzsi Pahlavon Nijoz Juszuf (1920–1921), Horezm Központi Végrehajtó Bizottsága Elnöksége elnöke

  - Kormányfő – Muhammed Szalimoglu (1920–1921), a Horezmi Népi Komisszárok Tanácsa elnöke
- Japán (császárság)
  - Uralkodó – Josihito császár (1912–1926)
  - Kormányfő – Hara Takasi (1918–1921), lista
- Jemen (el nem ismert állam)
  - Uralkodó – Jahia Mohamed Hamidaddin király (1904–1948)[6]
- Kína
  -  Pekingi Kormányzat
    - Államfő – Csu Sicsang (1918–1922), Kína katonai kormányzatának generalisszimusza
    - Kormányfő –
      1. Csin Jün-peng (1919–1920)
      2. Sza Zsen-bing (1920)
      3. Csin Jünpeng (1920–1921), Kína Államtanácsának ideiglenes elnöke

  -  Nemzeti Kormányzat (köztársaság)
    - Államfő –
      1. Cen Csün-suan (1918–1920)
      2. Katonai Kormányzat Végrehajtó Bizottsága (1920–1921), lista

  -  Tibet (el nem ismert, de facto független állam)
    - Uralkodó – Tubten Gyaco, Dalai láma (1879–1933)
- Maszkat és Omán (abszolút monarchia)
  - Uralkodó – Tajmur szultán (1913–1932)
- Mongólia (Kína Pekingi Kormányzata megszállása alatt)
  - Kormányfő – Goncsigdzsalzangín Badamdordzs (1919–1921), lista
- Nedzsd és Hasza Emírség (monarchia)
  - Uralkodó – Abdul-Aziz emír (1902–1953)[7]
- Nepál (alkotmányos monarchia)
  - Uralkodó – Tribhuvana király (1911–1950)
  - Kormányfő – Csandra Samser Dzsang Bahadur Rana (1901–1929), lista
- Oszmán Birodalom (monarchia)
  - Uralkodó – VI. Mehmed szultán (1918–1922)
  - Kormányfő –
    1. Ali Rıza Pasa (1919–1920)
    2. Szálih Huluszi Pasa (1920)
    3. Damad Ferid Pasa (1920)
    4. Ahmet Tevfik Pasa (1920–1922), lista

  -  Szíria (el nem ismert állam)
    - 1920. március 8. és július 24. között volt független.
    - Uralkodó – I. Fejszál szír király (1920)
    - Kormányfő –
      1. Rida al-Rikabi (1920)
      2. Hasím al-Ataszi (1920)
- Perzsia (monarchia)
  - Uralkodó – Ahmad Sah Kadzsar sah (1909–1925)
  - Kormányfő –
    1. Haszán Pirnia (1918–1920)
    2. Fathollah Kán Akbar (1920–1921), lista

  -  Perzsa Szovjet Szocialista Köztársaság (Giláni Tanácsköztársaság) (el nem ismert állam)
  - 1920. június 5-én kiáltotta ki függetlenségét.
    - Államfő – Ihszan Allah Kán (1920–1921)
- Sziám (parlamentáris monarchia)
  - Uralkodó – Vadzsiravudh király (1910–1925)
- Távol-keleti Köztársaság (köztársaság)
- 1920. április 6-án kiáltotta ki függetlenségét.
  - Államfő – Alekszander Krasznoscsjokov (1920–1921), a kormány elnöke
  - Kormányfő –
    1. Alekszander Krasznoscsjokov (1920)
    2. Borisz Sumjackij (1920–1921), a Minisztertanács elnöke

## Óceánia
- Ausztrália (parlamentáris monarchia)
  - Uralkodó – V. György Ausztrália királya (1910–1936)
  - Főkormányzó –
    1. Sir Ronald Munro Ferguson (1914–1920)
    2. Henry Forster (1920–1925), lista

  - Kormányfő – Billy Hughes (1915–1923), lista
- Új-Zéland (parlamentáris monarchia)
  - Uralkodó – V. György Új-Zéland királya (1910–1936)
  - Főkormányzó –
    1. Arthur Foljambe[8] (1912–1920)
    2. Sir Robert Stout (1920)
    3. John Jellicoe (1920–1924), lista

  - Kormányfő – William Massey (1912–1925), lista